# Стиль Компании

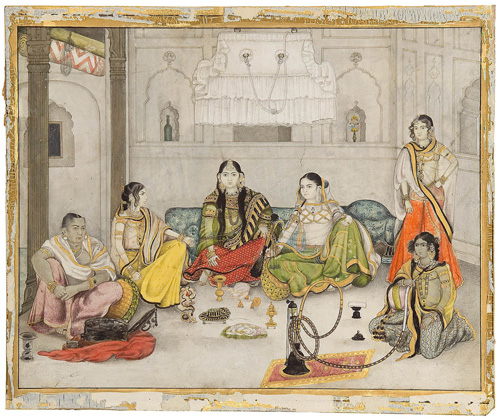
Группа куртизанок, Сикхская империя 1800–1825, 26 cm × 31.2 cm матовая акварель и золото на бумаге

Стиль Компании (хинди पटना कलम, कम्पनी कलम, англ. Company Painting) — термин, обозначающий гибридный индоевропейский стиль картин, созданных в Британской Индии индийскими художниками, многие из которых работали на европейских покровителей в Ост-Индской компании или других иностранных компаниях в XVIII и XIX веках. Стиль сочетал в себе традиционные элементы раджпутской и могольской живописи (преимущественно) с более западной трактовкой перспективы, объема и глубины. Большинство картин были малого размера, что отражало традицию индийской миниатюры. Однако картины на тему природы с изображением растений и птиц обычно были выполнены в большем формате.

## Материалы

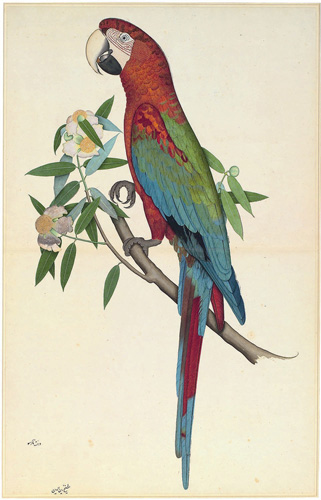
Зеленокрылый ара, лист из альбома картин по естественной истории Мэри Импи, приписывается, согласно надписи, шейху Зайну ад-Дину, Калькутта, около 1780 г.

Картины в основном были на бумаге, но иногда и на слоновой кости, в особенности созданные в Дели. Как правило, они предназначались для хранения в альбомах; муракка или альбом были очень популярны среди индийских коллекционеров, хотя обычно включали также каллиграфию, по крайней мере в мусульманских экземплярах. 
Стиль Компании развился во второй половине XVIII века. К началу XIX века производство достигло больших объемов, причем дешевые картины копировались механически. К XIX веку у многих художников уже были и магазины для продажи своих работ, и мастерские для их производства.

## Упадок
Появление фотографии стало ударом по стилю, но несмотря на это, он сохранился и в XX веке. Умерший в 1950 году Ишвари Прасад из Патны был, возможно, последним заметным его представителем. В конце XIX века британцы основали несколько школ искусств, где преподавалась еще более западная версия стиля компании, позже конкурировавшая с другими стилями.

## Местоположение

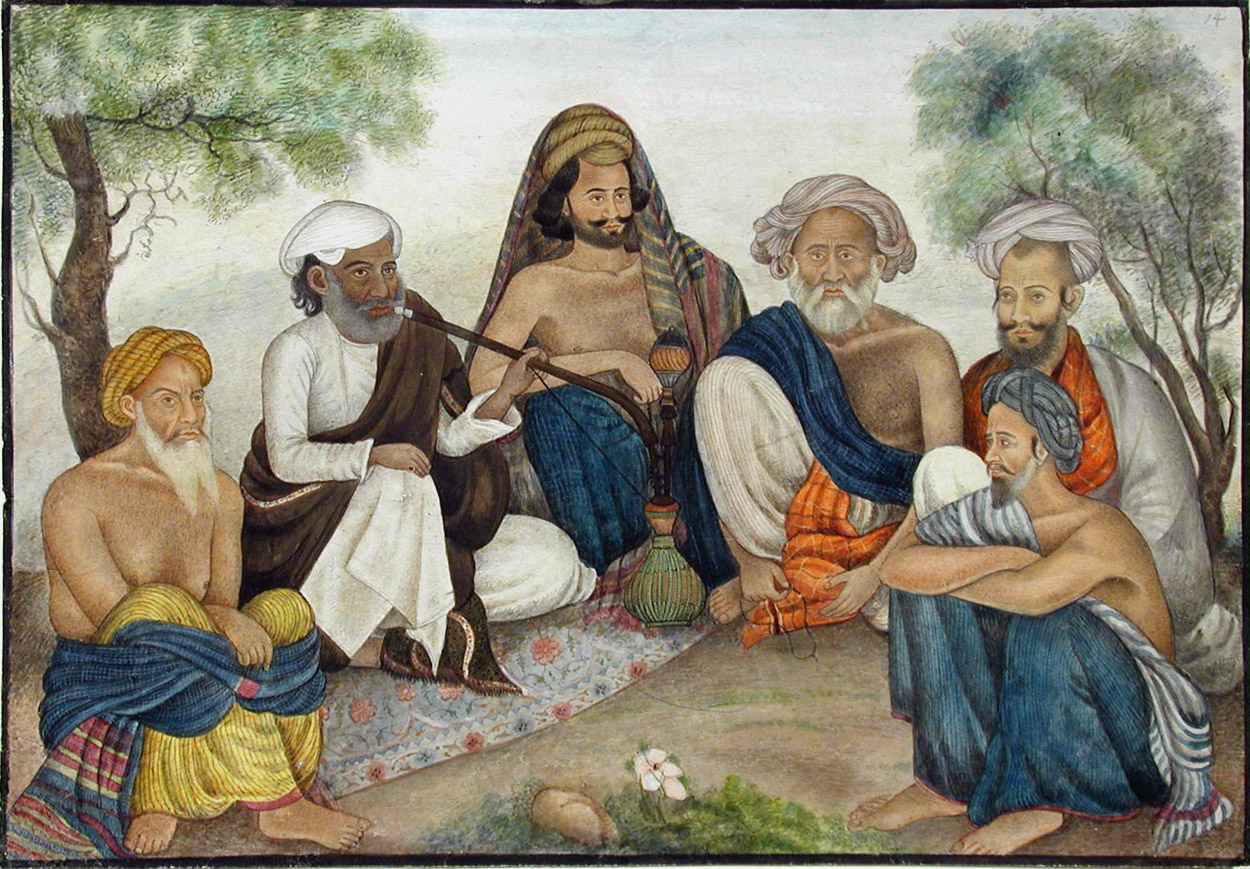
Хан Бахадур-хан с людьми своего клана,, из альбома Фрейзера

Первоначально стиль возник в Муршидабаде, позже ведущими местами стали основные британские поселения или центры влияния в Калькутте, Мадрасе, Бенаресе, Дели, Лакхнау, Патне, Тричинополи или Танджоре. Живопись включала портреты, пейзажи, а также сцены с участием местных людей, танцоров и фестивалей. Популярностью пользовались серии изображений представителей разных каст и промыслов, особое внимание уделялось различиям в нарядах и костюмах; сейчас они популярны в качестве объектов анализа историков, изучающих империалистический менталитет. 
Также заказывались работы с изображениями животных и растений, работы с эротическими сюжетами. Популярностью пользовались архитектурные изображения, обычно выполненные во фронтальной проекции с вниманием к деталям. Такие картины по исполнению были похожи скорее на архитектурные чертежи, чем на живопись в стиле «романтизм», которого придерживалось большинство европейских художников, посещавших Индию. 
Техники стиля были разными, но в основном они опирались на западную технику рисования акварелью, из которой следовали «прозрачность фактуры, мягкие тона и нанесение широких мазков».

## Внешние ссылки
- Статья ИНВА
- 45 изображений из V&A
- Сардар, Марика. «Стиль Компании в Индии девятнадцатого века». В хронологии истории искусств Хейлбруна. Нью-Йорк: Метрополитен-музей, октябрь 2004 г.